# Carlos Gutiérrez (Fußballspieler, 1976)
Carlos Gutiérrez, vollständiger Name Carlos Eduardo Gutiérrez Silva, (* 25. Dezember 1976 in Treinta y Tres) ist ein uruguayischer Fußballspieler.

## Karriere

### Vereine
Der 1,83 Meter große Defensivakteur Gutiérrez gehörte zu Beginn seiner Karriere von 1996 bis 2002 der Mannschaft River Plate Montevideos an, für die er in 146 Spielen auflief und zwei Treffer erzielte. 2003 war Atlético Mineiro sein Arbeitgeber. Bei den Brasilianern stehen für ihn 23 persönlich torlose Einsätze zu Buche. Sodann war er von 2004 bis 2006 beim FK Rostow aktiv. Bei den Russen absolvierte er 65 Partien (kein Tor). 2007 wird er als Spieler von Liverpool Montevideo geführt. Von den Montevideanern wechselte er zu Central Español. Im Zeitraum 2008 bis 2009 werden ihm 24 Einsätze (kein Tor) zugeschrieben. Im Januar 2010 verpflichtete ihn der uruguayische Erstligist Bella Vista, für den er 38 Partien (kein Tor) in der Primera División in den Spielzeiten 2010/11 und 2011/12 bestritt.

### Nationalmannschaft
Gutiérrez debütierte am 16. Juli 2001 beim mit 1:1-Unentschieden in der Vorrundenpartie der Copa América 2001 gegen die costa-ricanische Auswahl in der uruguayischen A-Nationalmannschaft, als ihn Trainer Víctor Púa in der 89. Spielminute für Carlos María Morales einwechselte. Im Verlaufe des Turniers wurde er in vier weiteren Partien in der „Celeste“ eingesetzt. Dabei stand er jeweils in der Startelf. Bei seinem fünften und letzten Länderspiel am 29. Juli 2001 verschoss er bei der 2:2-Unentschieden endenden Begegnung gegen die honduranische Nationalelf in der Partie um Platz 3 im Elfmeterschießen (4:5 für Honduras) den einzigen und somit entscheidenden Elfmeter. Weitere Einsätze in der uruguayischen Auswahl folgten nicht. Ein Länderspieltor erzielte er nicht.